# Vicente Jandel
Alexandre Vicent Jandel (Gerbevilliers, 18 de julho de 1810 — Roma, 11 de dezembro de 1872) foi mestre-geral da Ordem dos Pregadores. 
Após terminar os primeiros estudos em Nancy, foi admitido no Seminário Diocesano, onde igualmente se notabilizou enquanto estudante. Jandel foi ordenado sacerdote em 20 desetembro de 1834 e de imediato indicado como professor de Sagrada Escritura e pouco depois, reitor do Seminário de Pont-à-Mousson. Por essa altura conviveu com  Bautain, Gerbet, Ratisbonne e muitos outros intelectuais brilhantes, entre os quais, Lacordaire.